# Miljøbiblioteket
Miljøbiblioteket er en dansk populærvidenskabelig bogserie der udgives i et samarbejde mellem DCE - Nationalt Center for Miljø og Energi og Aarhus Universitetsforlag.
Den første bog i serien udkom i 2014 og beskrev Danmarks truede arter.
En enkelt bog i serien er oversat til grønlandsk.
Frem til 2020 var der udgivet 7 bøger i serien.
Bogserien må ikke forveksles med en anden aarhusiansk bogserie der blev udgivet under samme titel, MiljøBiblioteket (B'et skrevet med stort), i et samarbejde mellem Danmarks Miljøundersøgelser, Gads Forlag og Forlaget Hovedland.

## Bøger i serien
1. Rasmus Ejrnæs; Peter Wind (11. juni 2014), Danmarks truede arter. Den danske Rødliste, Miljøbiblioteket, Aarhus Universitetsforlag, ISBN 978-87-7934-714-4, OL 31285534M, Wikidata  Q98769155
2. Lars Kjerulf Petersen, red. (22. juni 2015), Byens grønne struktur, Miljøbiblioteket, Aarhus Universitetsforlag, ISBN 978-87-7124-787-9, OL 38036313M, Wikidata  Q98770157
3. Anja Skjoldborg Hansen, red. (6. november 2015), Klimatilpasning, Miljøbiblioteket, Aarhus: Aarhus Universitetsforlag, ISBN 978-87-7124-789-3, OL 38036341M, Wikidata  Q98769871
4. Bo Riemann, red. (14. marts 2017), Havets ressourcer, Miljøbiblioteket, Aarhus Universitetsforlag, ISBN 978-87-7184-134-3, OL 38043595M, Wikidata  Q98769524
5. David Boertmann, red. (20. juni 2018), Miljø og råstoffer i Grønland, Miljøbiblioteket, Aarhus Universitetsforlag, ISBN 978-87-7124-790-9, OL 38053426M, Wikidata  Q98769248
6. Bo Riemann, red. (25. juni 2019), Maritim arealplanlægning i Øresund, Miljøbiblioteket, Aarhus Universitetsforlag, ISBN 978-87-7184-887-8, OL 44171727M, Wikidata  Q98769257
7. David Boertmann, red. (27. september 2019), Kalaallit Nunaanni avatangiisit pisuussutillu uumaatsut, Miljøbiblioteket, Aarhus Universitetsforlag, ISBN 978-87-7184-992-9, Wikidata  Q98769228